# Ula sylvatica
Ula (Ula) sylvatica là một loài ruồi trong họ Pediciidae. Loài này phân bố ở het Palearctisch en Nearctisch gebied.

## Hình ảnh

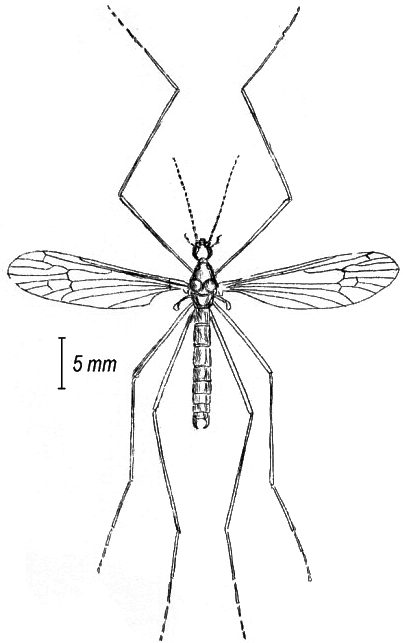
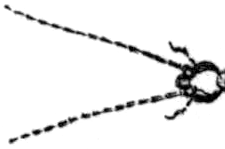